# NTTアイティ
エヌ・ティ・ティ アイティ株式会社（NTTアイティ、NTT IT CORPORATION、NTT-ITとも表記）は、かつて存在したNTTグループのICT（情報通信技術）企業。情報通信分野におけるマルチメディア関連機器、応用システムの開発・販売を行っていた。コミュニケーションワードは「人を真ん中に」。
2017年4月1日付でNTTソフトウェア株式会社を存続会社とした上で当社を吸収合併し、さらに商号変更によりNTTテクノクロス株式会社が発足した。
かつてはNTTソフトウェア、NTTエレクトロニクス、NTTアドバンステクノロジ（NTT-AT）と共にNTTグループ内で先端技術開発事業を受け持ち、NTTの各研究所とのつながりが深いため、研究所系4社と呼ばれていた。

## 沿革
- 1987年 「エヌ・ティ・ティ インテリジェントテクノロジ株式会社」設立（資本金3億円　社長／山崎眞一）、AI事業開始
- 1989年 HI事業開始
- 1990年 OCRシステム事業新設
- 1991年 社屋移転（現在地）、音声システム事業新設
- 1992年 画像・通信事業新設
- 1993年 ファイルシステム事業新設
- 1994年 医用システム事業新設
- 1995年 東京オフィス開設、映像システム事業新設、量販ソフト事業新設
- 1996年 検索システム事業新設
- 1999年 情報流通コンテンツ事業新設
- 2000年 社名変更 「エヌ・ティ・ティ アイティ株式会社」、大阪オフィス開設
- 2003年 ソリューションシステム事業新設、社内基幹業務統合システム運用開始
- 2004年 映像コラボレーション事業新設
- 2005年 ポータルシステム事業新設
- 2006年 事業本部新設
- 2007年 創立20周年
- 2008年 統括営業部新設
- 2010年 オムロンソフトウェアの健康管理システム事業譲受
- 2011年 グローバル事業開始

## 事業分野
事業分野は以下の通りに分けられる。
- マジックコネクト事業
- ミーティングプラザ事業
- メディア アナリティクス事業
- 画像事業
- 音声事業
- ヘルスケア事業
- メディア・インテグレーション事業
- サイネージ事業

## 主要製品
- マジックコネクト - USBキー1本でできる新世代リモートアクセスVPN
- ミーティングプラザ - 国内2000社が導入！高機能Web会議ソリューション
- スマートテレワーク - 賢い事業継続 － デスクワーク、打ち合わせなどの社内業務を、安全に社外から可能とするクラウドサービス
- ひかりサイネージ - Android端末をデジタルサイネージ用ディスプレイとして活用できるSaaS型サービスです
- ビアプラッツ（viaPlatz） - 業務手順や研修、技能継承などの動画マニュアルや各種ノウハウ共有等でご利用いただける、動画配信クラウドサービスです
- サイバー先生 - 学校で電子黒板とタブレット端末を使った授業を支援するブラウザシステムです
- メディアオーケストラ／ボード - 配信動画の各シーンにコメントを付与できる動画掲示板
- 超高速IPビデオシステム - NTT研究所で開発された超高速ストリーミング技術により、ワークフローの効率を改善し、映像制作工程の短縮が可能な高品質で低コストな映像制作のためのソリューションを提供します
- ADVICE - 電話音声でのインターネットアクセスを実現する、ボイスポータルサービス構築のためのプラットフォーム
- VoiceMall - 短期に経済的なサービス構築を実現する音声版SaaS
- SpeechRec - 小語彙から大語彙連続音声認識までカバーする、高速・高精度・省メモリの不特定話者音声認識ソフトウェアライブラリ
- FutureVoice Ex - 高機能音声合成エンジン搭載で自然で滑らかな音声合成を実現する高品質音声合成ソリューション
- HM-neo - 健診業務から保健指導業務、さらに個人の健康づくりまでをサポートする総合健康管理支援システムです
- ひかり健康相談 - 遠隔での保健指導を支援するクラウド型遠隔健康相談サービスです
- 介護予防システム - 双方向映像コミュニケーション技術により高齢者の自立した生活を支援するシステムです
- ストレスチェックWebシステム - Web上で社員・職場のストレスを調査するシステムです
- 住民健診システム - 法律に基づいた自治体内での各種健康管理業務をパッケージ化し、多様化する健康管理業務を無駄なく効率的に行うことができます
- 地域医療連携システム - ネットワークによる医療機関の連携で、地域医療をサポートするシステムです
- 評Ban - インターネット上から企業や製品・サービスの評判を収集、解析する評判情報解析サービスです
- InfoBee/iS - 見せたいページへの誘導機能を満載したサイト内検索
- DTU - さまざまな通信方式、センサー接続が可能な汎用通信アダプタ
- MagicFinder/W - 電子透かし入り画像を携帯などのカメラで撮影して、指定したインターネットページへ誘導します
- MagicFinder/Gate - 本人確認に使用する社員証、入館カード、保護者カードなど、入退管理用IDカードの顔写真に埋め込んだ 「電子透かし」によって認証を行うシステムです
- tenoripop - 空から映像情報が降る新インタフェース

## 外部認証
- ISO 9001(LRQA-200443)
- ISO 27001(JQA-IM0282)